# برادران (فیلم ۱۹۵۶)
«برادران» (انگلیسی: Bhai-Bhai) فیلمی هندی است که در سال ۱۹۵۶ منتشر شد. از بازیگران آن می‌توان به آشوک کومار، کیشور کومار و نیروپا روی اشاره کرد.